# Mercer (entreprise)
Pour les articles homonymes, voir Mercer.
Mercer est une entreprise américaine, filiale de Marsh & McLennan Companies depuis 1992.
Mercer est un cabinet de conseil en matière de ressources humaines,  de santé et de prévoyance, de retraite et d’investissements. Opérant dans plus 130 pays, Mercer compte environ 25 000 salariés répartis dans 44 pays. 
Mercer publie chaque année un baromètre Mercer Marsh Benefits sur l’absentéisme en France et "Total Remuneration Survey" sur les budgets et les salaires.
En août 2024, la Cour fédérale australienne sanctionne Mercer d'une amende de 11,3 millions de dollars australiens (7 millions d'euros) pour des affirmations trompeuses de type greenwashing sur ses fonds de pension retraites proposés en Australie.